# Sam Edwards (physicien)
Samuel Frederick Edwards (1er février 1928 - 7 mai 2015) est un physicien gallois ,. La médaille et le prix Sam Edwards sont nommés en son honneur .

## Jeunesse et études
Edwards est né le 1er février 1928 à Swansea, au Pays de Galles, fils de Richard et Mary Jane Edwards. Il fait ses études à la Bishop Gore School, à Swansea, et au Gonville and Caius College, à Cambridge, à l'université de Manchester, et à l'Université Harvard, aux États-Unis . Il écrit sa thèse sous la direction de Julian Schwinger sur la structure de l'électron et développe ensuite la forme intégrale fonctionnelle de la théorie des champs.

## Recherche académique
Les travaux d'Edwards en physique de la matière condensée commencent en 1958 avec un article qui montre que les propriétés statistiques des systèmes désordonnés (verres, gels, etc.) peuvent être décrites par le diagramme de Feynman et les méthodes intégrales de chemin inventées dans la théorie quantique des champs. Au cours des 35 années suivantes, Edwards travaille à l'étude théorique des matériaux complexes, tels que les polymères, les gels, les colloïdes et les systèmes similaires. Son article fondateur parait en 1965 qui "d'un seul coup a fondé la compréhension quantitative moderne de la matière polymère". Pierre-Gilles de Gennes prolonge les travaux fondateurs d'Edwards en 1965, aboutissant finalement au prix Nobel de physique de Gennes en 1991 .
Edwards invente ce que l'on appelle l'astuce de réplique ou la méthode de réplique pour évaluer l'énergie libre moyenne désordonnée des systèmes vitreux, qui est appliquée avec succès au verre de spin et aux solides amorphes. Son article fondateur de 1971  est le premier article à introduire l'astuce de la réplique et le travail fondateur d'Edwards conduit finalement au prix Nobel de physique 2021 de Giorgio Parisi.
La théorie Doi-Edwards de la viscoélasticité à l'état fondu des polymères est née d'une publication initiale d'Edwards en 1967, est développée par de Gennes en 1971, et est ensuite formalisée à travers une série de publications entre Edwards et Masao Doi à la fin des années 1970 .

## Activités administratives
Il est président du Conseil de la recherche scientifique de 1973 à 1977 et, entre 1984 et 1995, est professeur Cavendish de physique à l'Université de Cambridge. Il est membre du conseil des mécènes du Bulletin of the Atomic Scientists et ancien président de la Cambridge Society for the Application of Research.
Edwards est fait chevalier en 1975. Il reçoit la médaille Davy (1984) et la médaille royale (2001) de la Royal Society  la médaille Boltzmann de l'Union internationale de physique pure et appliquée (1995), la médaille Dirac de le Centre international de physique théorique (2005). Il est également membre fondateur de la Société savante du Pays de Galles et titulaire d'un diplôme honorifique (doctorat en sciences) de l'Université de Bath (1978).

## Vie privée
En 1953, Edwards épouse Merriell EM Bland, avec qui il a trois filles et un fils. Edwards est décédé à Cambridge le 7 mai 2015 ,.